# Aksana Miankova
Aksana Miankova (en biélorusse : Аксана Мянькова, née le 28 mars 1982 à Krytchaw) est une athlète biélorusse, spécialiste du lancer du marteau.

## Biographie
Aux Jeux olympiques d'été de 2008 à Pékin, elle remporte le titre olympique avec un jet de 76,34 m, établissant alors un nouveau record olympique. 
En 2012, elle améliore son propre record national en le portant à 78,19 m le 28 avril 2012 à Brest, en Biélorussie. Elle égale ce record le 12 juin à Minsk. Le 18 juillet 2012, à Minsk, Aksana Miankova améliore une nouvelle fois son record en réalisant 78,69 m.
Le 25 novembre 2016, il est annoncé que Miankova est disqualifiée de sa première place des Jeux olympiques de Pékin à la suite d'un test antidopage positif.

## Palmarès
| Date | Compétition                   | Lieu      | Résultat | Marque  |
| ---- | ----------------------------- | --------- | -------- | ------- |
| 2003 | Championnats d'Europe espoirs | Bydgoszcz | 2e       | 67,58 m |
| 2008 | Coupe d'Europe                | Annecy    | 1re      | 75,97 m |
| 2008 | Jeux olympiques               | Pékin     | —        | DQ      |
| 2012 | Jeux olympiques               | Londres   | —        | DQ      |

## Records
| Épreuve           | Performance | Lieu  | Date         |
| ----------------- | ----------- | ----- | ------------ |
| Lancer du marteau | 77,32 m     | Minsk | 29 juin 2008 |